# Bárbara de Kunštát-Poděbrady
Bárbara´de Kunštát-Poděbrady, (Praga, 1440 - 20 de setembro de 1474) foi um Princesa de Poděbrady.
Bárbara era filha do Rei Jorge de Poděbrady (entre 1458 e 1471), e sua primeira esposa, Cunegunda de Sternberg, filha de Smil de Sternberg. 

## Casamento e descendência
Bárbara era filha do Rei Jorge de Poděbrady (entre 1458 e 1471), e sua primeira esposa, Cunegunda de Sternberg, filha de Smil de Sternberg. 
Bárbara se casou, em 1466, com Ulrico de Oettingen, com quem teve um filho, Joaquim de Oettingen-Flochberg (1470-1520), que se casou com a Pincesa Doroteia de Anhalt-Köthen, filha de Alberto VI de Anhalt-Köthen.

## Morte
Ela morreu por razões desconhecidas, em 20 de setembro de 1474. Fontes não dão o lugar da morte e enterro da princesa Bárbara.